# Udàtxnoie (Astracan)
|  | Per a altres significats, vegeu «Udàtxnoie». |

Udàtxnoie (en rus: Удачное) és un poble de l'óblast d'Astracan, a Rússia, segons el cens del 2010 tenia 681 habitants.